# Salt de llargada aturat

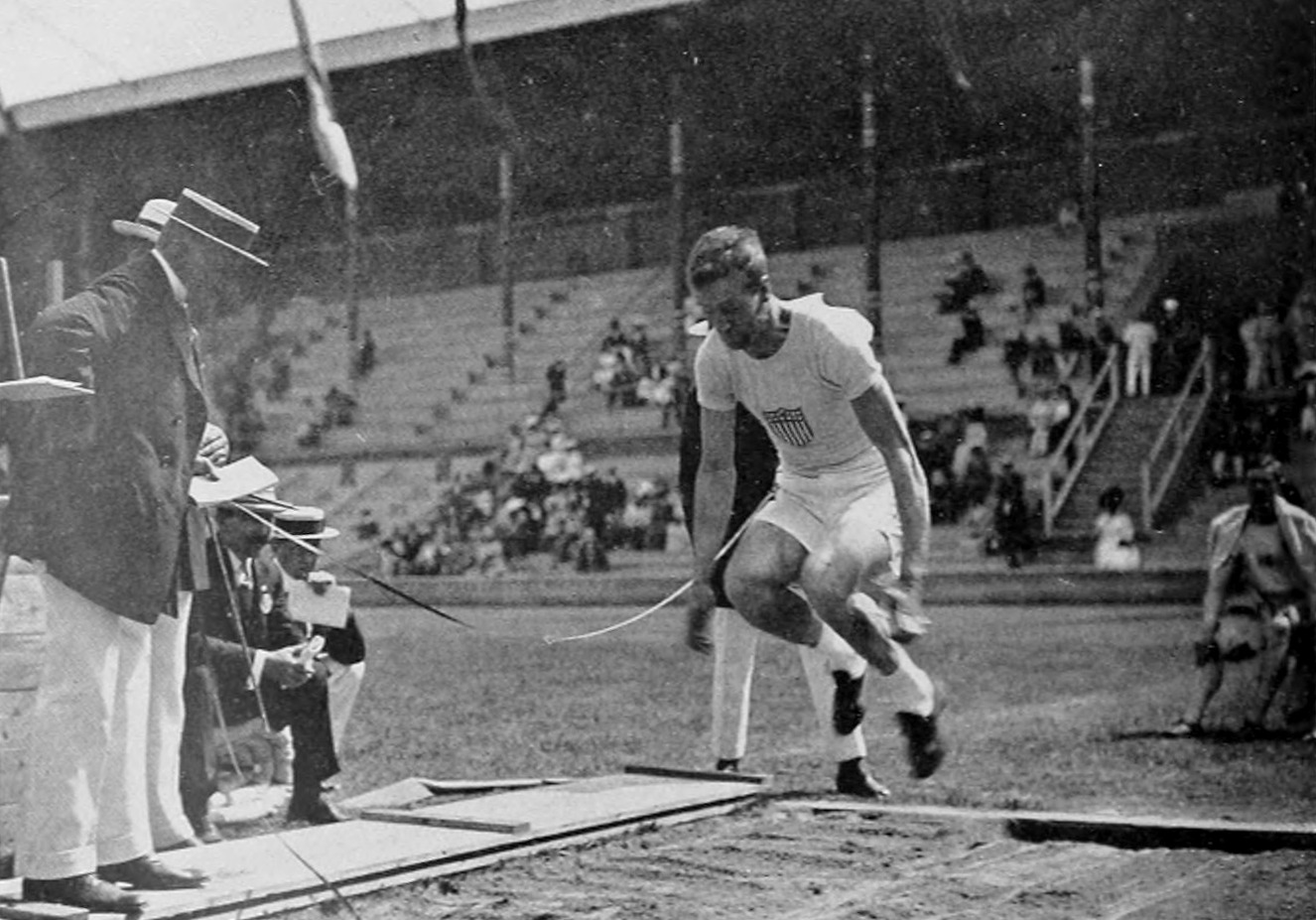
Benjamin Adams durant la competició de salt de llargada en peu als Jocs Olímpics d'estiu de 1912

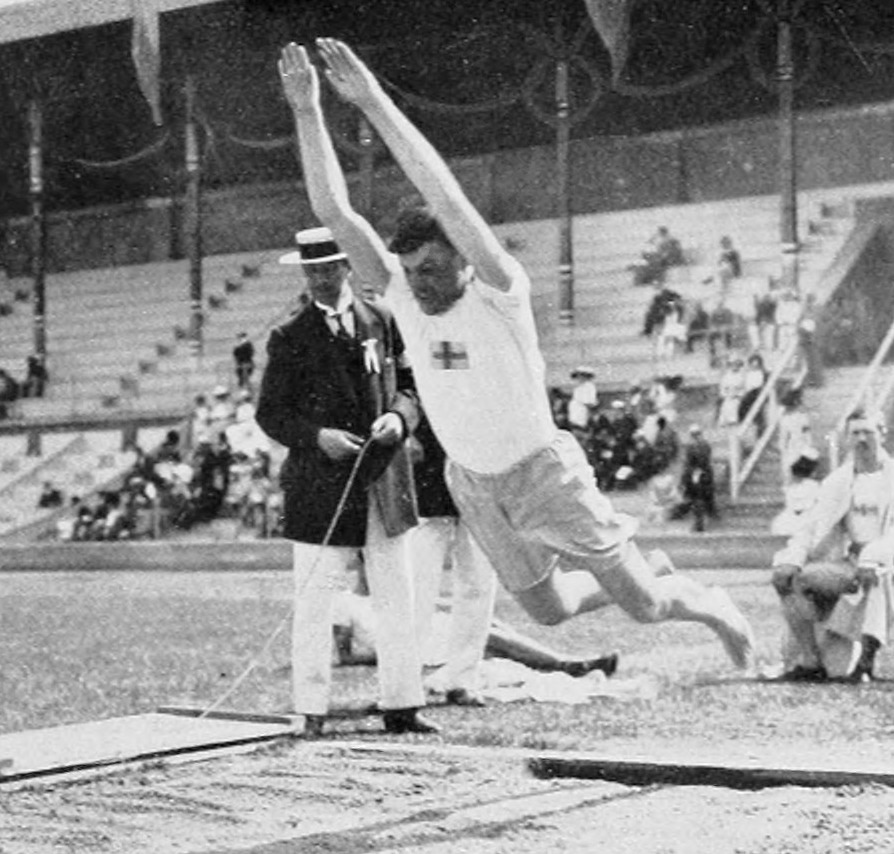
Gustaf Malmsten durant la competició de salt de llargada en peu als Jocs Olímpics d'estiu de 1912

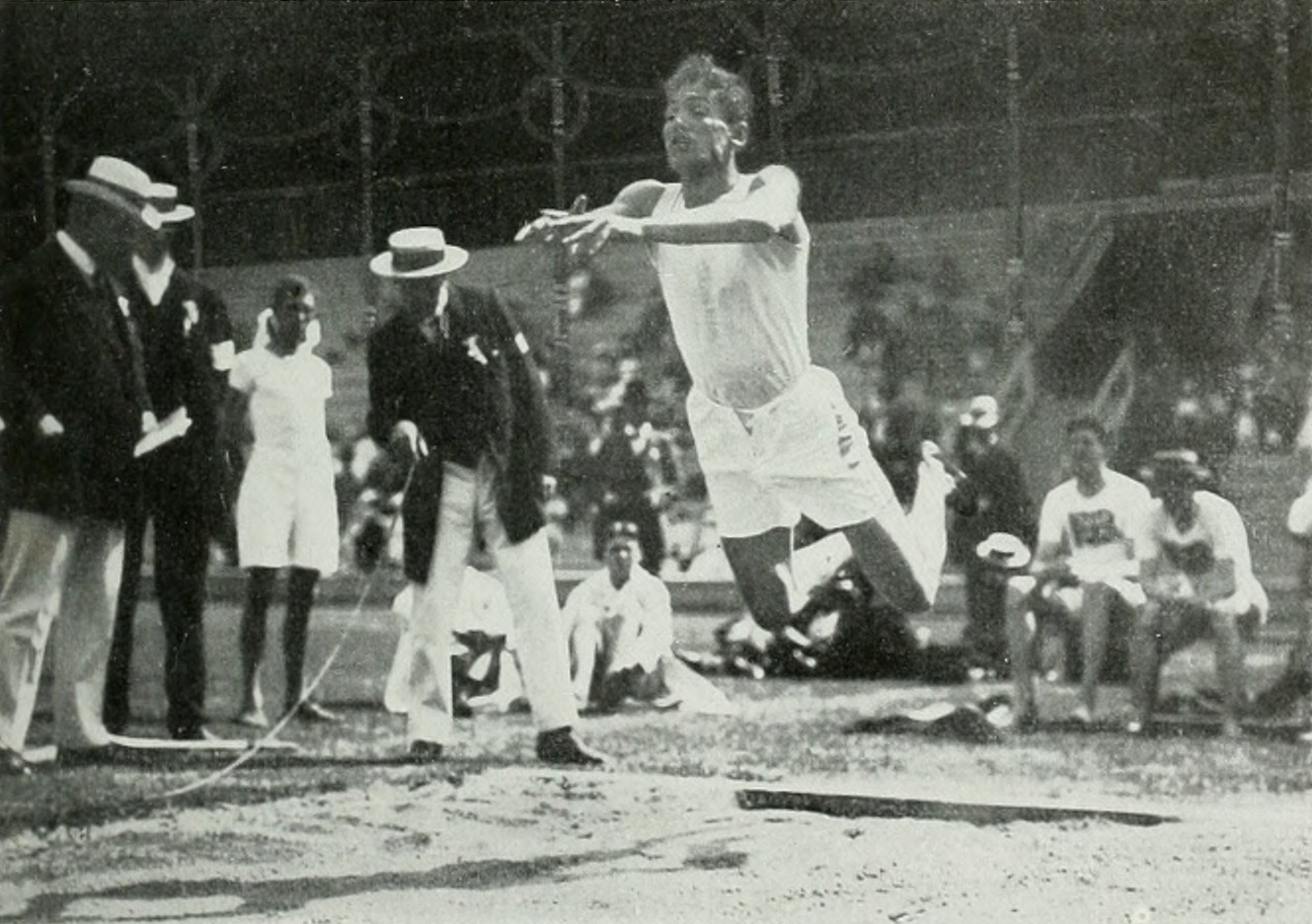
Konstantinos Tsiklitiras durant la competició de salt de llargada aturat als Jocs Olímpics d'estiu de 1912

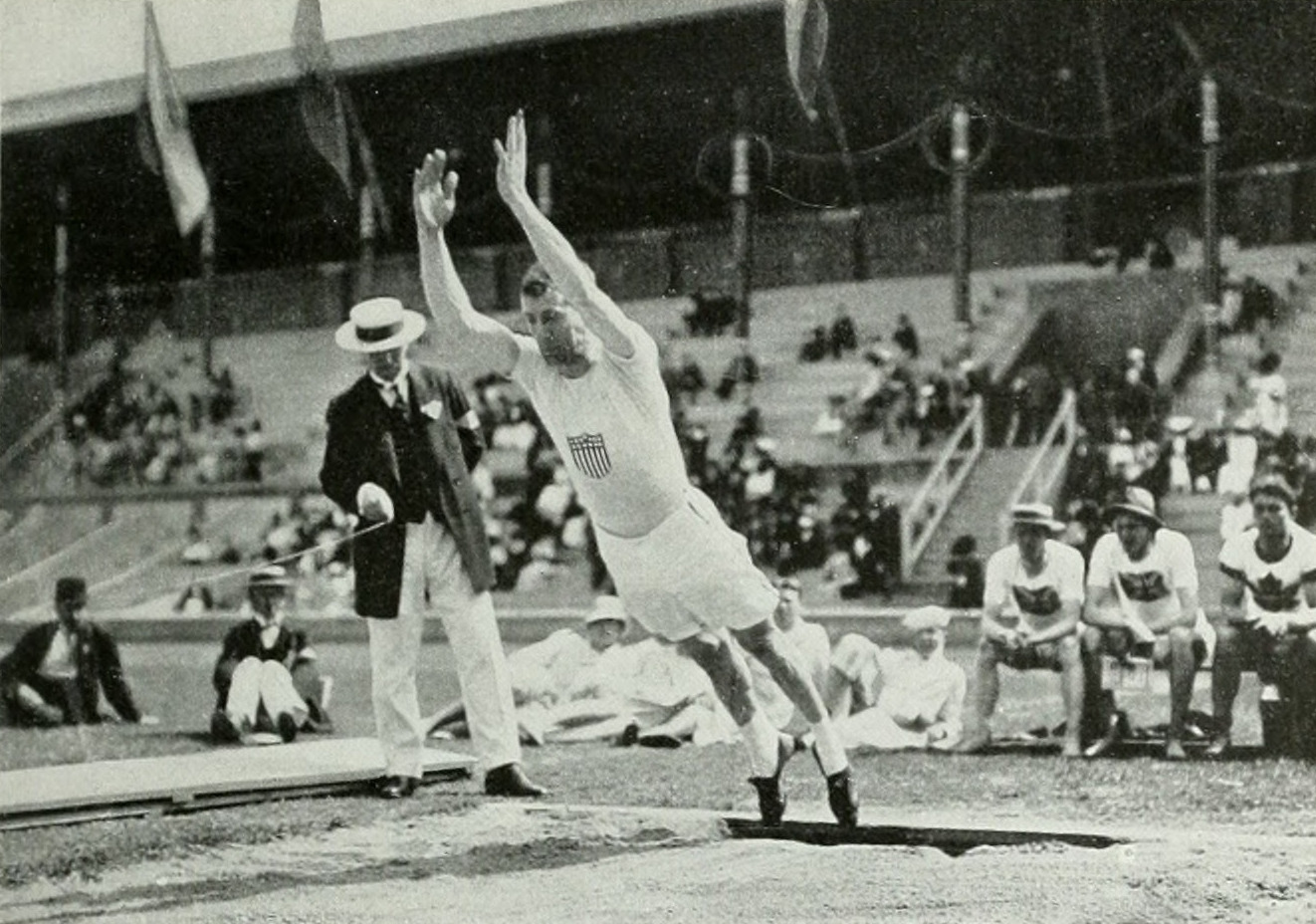
Platt Adams durant la competició de salt de llargada dels Jocs Olímpics d'estiu de 1912

El salt de llargada aturat és una prova atlètica que consisteix en saltar el màxim que puguis des d'un punt determinat sense agafar embranzida corrent, és a dir, partint d'una posició estàtica. En realitzar el salt de llargada aturat, el saltador es troba en una línia marcada a terra amb els peus lleugerament separats. L'atleta s'enlaira i aterra utilitzant els dos peus, balancejant els braços i doblegant els genolls per proporcionar impuls cap endavant. El salt s'ha de repetir si l'atleta cau enrere o fa un pas en l'enlairament.
La prova va ser olímpica fins a l'any 1912. Ray Ewry va establir el primer rècord mundial de salt de llargada aturat a 3,47 m el 3 de setembre de 1904. El rècord no oficial actual està en mans de Byron Jones, que va registrar un salt de 3,73 m, al NFL Combine el 23 de febrer de 2015, superant el rècord mundial oficial de distància de salt de 3,71 m establert pel saltador noruec Arne Tvervaag del Ringerike FIK Sportclub a 1968, en un entorn diferent amb diferents controls.
Quan es van construir pistes cobertes, el salt de llargada aturat va començar a desaparèixer com a esdeveniment. Avui dia, Noruega és l'únic país on el salt de llargada aturat és una prova de campionat nacional. El Campionat de Noruega de salts aturats (salt de llargada i salt d'alçada) s'ha celebrat a Stange cada hivern des de 1995.

## Campions olímpics
| Proves                 | Or                       | Plata                    | Bronze            |
| París 1900 detalls     | Ray Ewry                 | Irving Baxter            | Émile Torcheboeuf |
| St. Louis 1904 detalls | Ray Ewry                 | Charles King             | John Biller       |
| Londres 1908 detalls   | Ray Ewry                 | Konstandinos Tsiklitiras | Martin Sheridan   |
| Estocolm 1912 detalls  | Konstandinos Tsiklitiras | Platt Adams              | Benjamin Adams    |

## Jocs Intercalats
| Proves      | Or       | Plata           | Bronze           |
| Atenes 1906 | Ray Ewry | Martin Sheridan | Lawson Robertson |